# Palais Brukenthal
 (avril 2016).
Si vous disposez d'ouvrages ou d'articles de référence ou si vous connaissez des sites web de qualité traitant du thème abordé ici, merci de compléter l'article en donnant les références utiles à sa vérifiabilité et en les liant à la section « Notes et références ».
Le palais Brukenthal (en allemand : Brukenthal-Palais et en roumain : Palatul Brukenthal) est un palais construit entre 1778 et 1788 dans la ville de Sibiu par le baron autrichien Samuel von Brukenthal, gouverneur de la principauté de Transylvanie de 1777 à 1787. Le palais abritait résidence officielle et le bureau du baron von Brukenthal et ses collections.
Le palais Brukenthal est inclus dans la liste des monuments historiques de Sibiu depuis 2004, avec le code de classification SB-II-mA-12094.

## Histoire
La construction a commencé à la suite de la nomination de Samuel von Brukenthal au poste de gouverneur de la principauté de Transylvanie, qu'il a occupé de 1777 à 1787. L’architecture s'inspire du baroque des palais viennois. L'édifice a été érigé sur le côté ouest de la Grande place de Sibiu. Le baron avait également une résidence d'été à Avrig dont la construction a commencé en 1760.
La façade principale actuelle est de style baroque. Au milieu de la façade se trouve un portail en pierre soutenu par des colonnes décorées par des cadres dorés et d'autres éléments décoratifs baroque spécifiques: Urnes, rosettes et guirlandes.
Le palais a un plan rectangulaire, la première cour est séparée de la deuxième par un second portail avec un concept similaire à celui de la première porte et aussi soutenu par des colonnes. La deuxième cour abritait à l'origine des écuries et d'autres dépendances.
Brukenthal a organisé des collections d'art de sorte qu'elles puissent être visitées à partir de 1790, trois ans avant l'ouverture du musée du Louvre. L'ouverture officielle du musée a eu lieu en 1817, ce qui en fait le plus ancien musée en Roumanie. 
Actuellement le palais Brukenthal abrite la galerie d'art Brukenthal et la Bibliothèque nationale Brukenthal, où se trouvent quelques-unes parmi les plus précieuses collections de peintures baroques européennes.

## Images

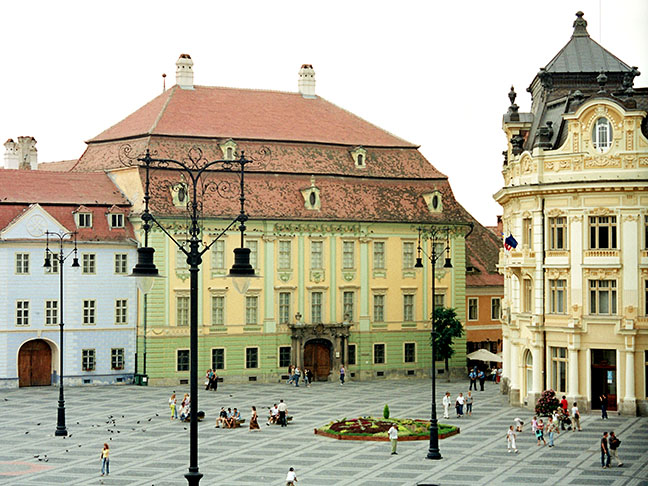
Palais Brukenthal avant sa rénovation.
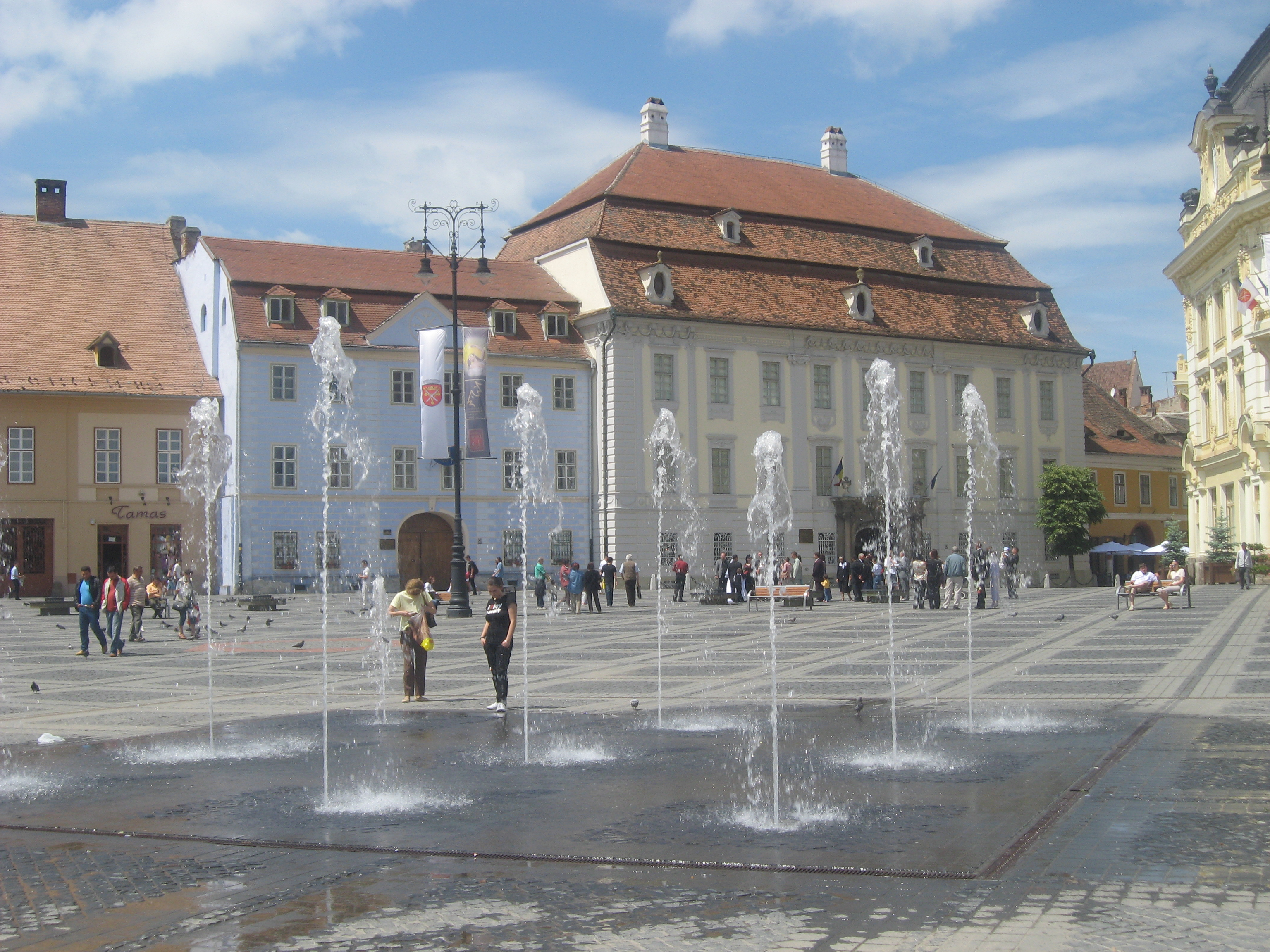
Vue de la Grande Place de Sibiu.
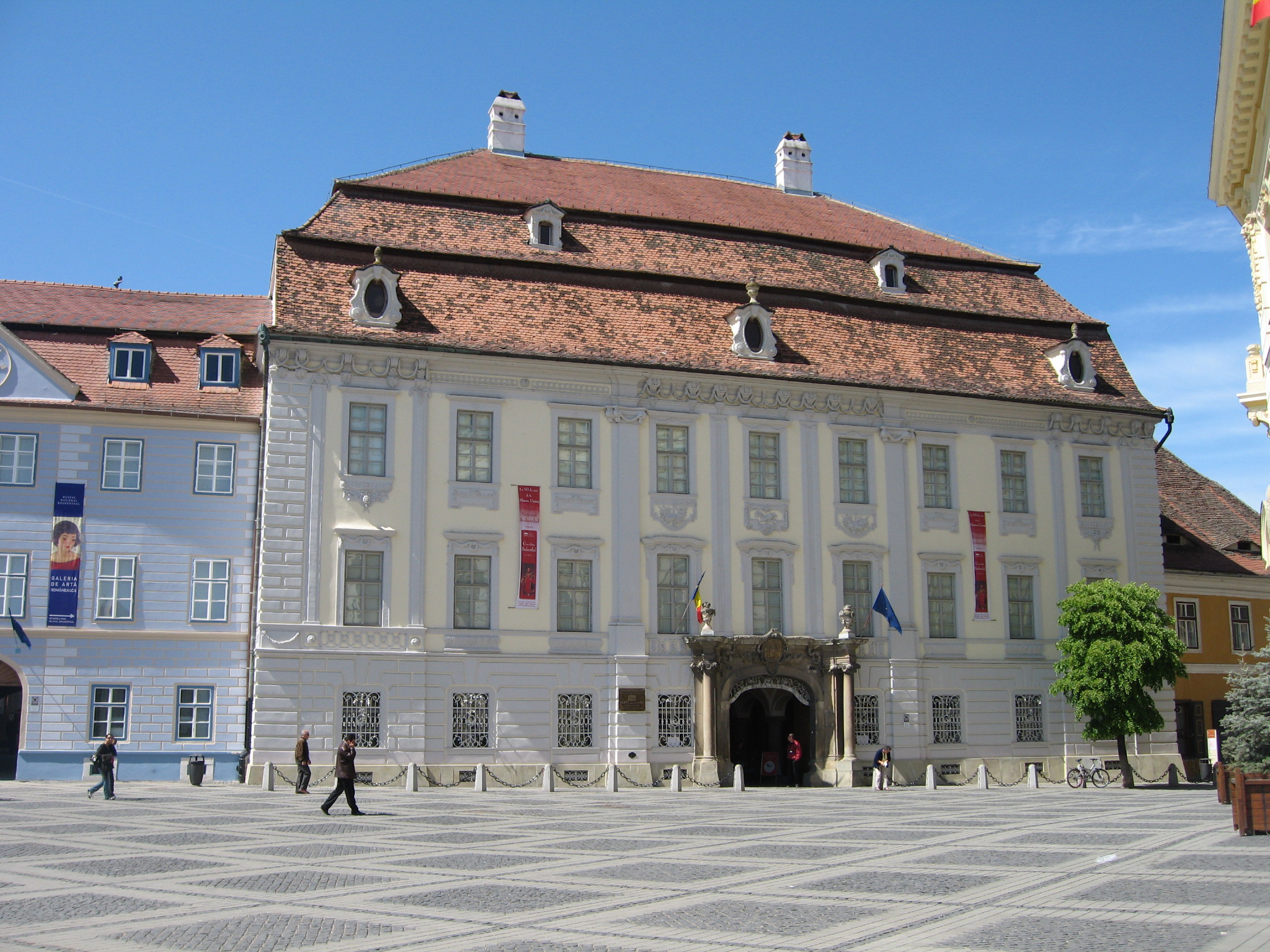
Palais Brukenthal de Sibiu.
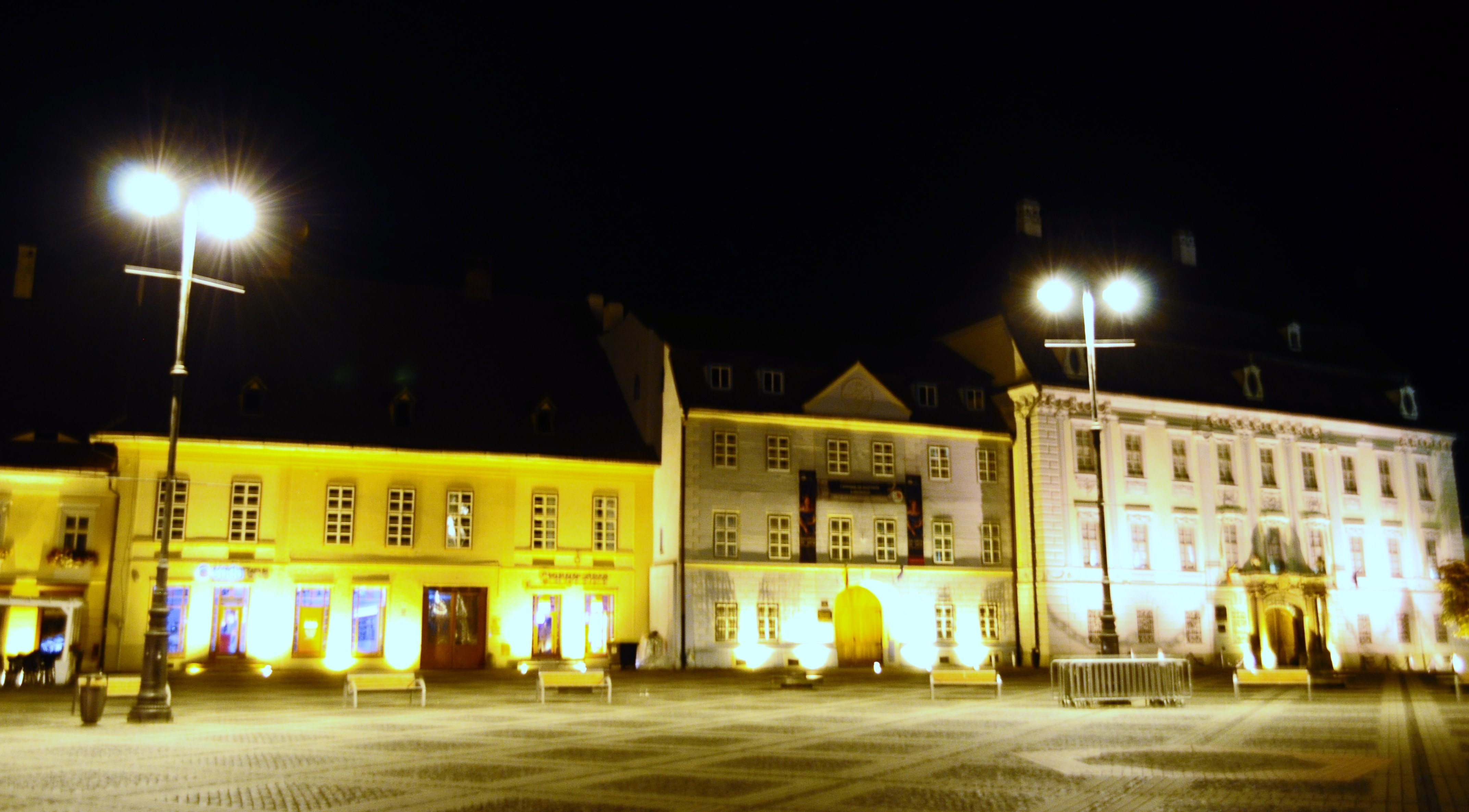
Palais Brukenthal et à sa gauche, la Maison bleue sur la Grande Place.